# Future Politics
Future Politics è il terzo album in studio del gruppo musicale canadese Austra, pubblicato nel 2017.

## Tracce
Testi e musiche di Katie Stelmanis.
1. We Were Alive – 4:35
2. Future Politics – 4:09
3. Utopia – 4:03
4. I'm a Monster – 4:38
5. I Love You More than You Love Yourself – 4:58
6. Angel in Your Eye – 3:14
7. Freepower – 5:09
8. Gaia – 3:08
9. Beyond a Mortal – 5:45
10. Deep Thought – 1:09
11. 43 – 4:28